# Stenopogon engelhardti
Stenopogon engelhardti là một loài ruồi trong họ Asilidae. Stenopogon engelhardti được Bromley miêu tả năm 1937. Loài này phân bố ở vùng Tân Bắc giới.